# 巴伦戈
巴伦戈（義大利語：Barengo），是意大利诺瓦拉省的一个市镇。总面积19.36平方公里，人口902人，人口密度46.6人/平方公里（2009年）。ISTAT代码为003012。